# Thomas Delavall
Londonien de naissance, Thomas Delavall était un homme politique et un entrepreneur opportuniste du début de la période coloniale anglaise en Amérique du Nord.

## Biographie
La légende veut qu'il soit arrivé en Amérique en 1664 en tant qu'officier de l'armée anglaise commandée par Richard Nicolls.
Souvent surnommé "Capitaine", Delavall fut nommé récepteur-général de la colonie de New York en 1664, maire de la ville de New York en 1665 puis à nouveau en 1673 et en 1678, membre du conseil du Gouverneur en 1667 et commissaire ou juge de la province en 1679.
Bien que basé principalement à Manhattan, Delavall acquit de l'immobilier à travers la colonie. Il possédait une maison à New York City et une à Kingston, un moulin à Yonkers, de la terre à Gravesend (en) et d'autres propriétés dans le sud de New York.
En 1668 il voyagea à Albany en représentation pour le gouverneur de province - probablement en capacité militaire. En 1670, le gouverneur Francis Lovelace (en) lui donna la permission de construire une maison sur la colline d'Albany. Les chefs locaux d'Albany n'apprécièrent guère les interventions de ces étrangers bien connectés et ils taxèrent la propriété de Delavall au maximum. Cependant cette même année 1670, il fut nommé magistrat d'Albany et se rendit fréquemment au tribunal.
En 1673, sa propriété fut confisquée par les Hollandais quand ils reprirent le contrôle de la province. Occupé ailleurs, Delavall passa peu de temps à Albany après la restauration de l'autorité du Duc en 1674. Toutefois, il apparait en 1679 sur les recensements des propriétaires d'Albany.
Pendant les années 1670, Delavall entrepris un voyage en Angleterre.
Pendant la deuxième moitié des années 1670, il prit le shérif Richard Pretty sous son aile. Delavall liquida ses propriétés d'Albany en 1679. En 1680, il donna à Marte Crieger, Jr. le pouvoir d'agir en son nom dans la région d'Albany. Son fils, John, et ses gendres lui succédèrent dans la plupart de ses activités.
Thomas Delavall dressa son testament en juin 1682 - laissant un actif important à son fils, sa fille, son gendre et à d'autres membres de sa famille. Il mourut à New York plus tard en 1682.

## Sources
- La carrière de Thomas Delavall est approximativement racontée dans Robert C. Ritchie, The Duke's Province: A Study of New York Politics and Society, 1664-1691 (Chapel Hill, NC, 1977).  (ISBN 0-8078-1292-7)